# Campeonato Mundial de Natação em Piscina Curta de 2012 - Revezamento 4x200 m livre feminino
A prova dos 4x200 metros livre  feminino do Campeonato Mundial de Natação em Piscina Curta de 2012 foi disputado em 12 de dezembro em Istambul  na Turquia.

## Recordes
Antes desta competição, os recordes mundiais e do campeonato nesta prova eram os seguintes:
|       | Nacionalidade | Nome                                                                           | Tempo   | Local | Data                   |
| ----- | ------------- | ------------------------------------------------------------------------------ | ------- | ----- | ---------------------- |
| WR CR | China         | Chen Qian (1:54.73) Tang Yi (1:53.54) Liu Jing (1:53.59) Zhu Qianwei (1:54.08) | 7:35.94 | Dubai | 15 de dezembro de 2010 |

## Medalhistas
| Ouro                                                                                                   | Prata                                                                        | Bronze                                                                               |
| Estados Unidos · Megan Romano · Chelsea Chenault · Shannon Vreeland · Allison Schmitt · Jasmine Tosky* | Rússia · Veronika Popova · Elena Sokolova · Daria Belyakina · Ksenia Yuskova | China · Paul Biedermann · Dimitri Colupaev · Christoph Fildebrandt · Yannick Lebherz |

*Participaram apenas das eliminatórias, mas também receberam medalhas.

## Resultados

### Eliminatórias
As eliminatórias ocorreram dia 12 de dezembro. 
| Colocação | Bateria | Raia | Nacionalidade  | Nome | Tempo   | Notas |
| --------- | ------- | ---- | -------------- | --- | ------- | ----- |
| 1         | 2       | 4    | Estados Unidos | Jasmine Tosky (1:58.10) Shannon Vreeland (1:55.75) Chelsea Chenault (1:54.73) Allison Schmitt (1:56.78)             | 7:45.36 | Q     |
| 2         | 2       | 5    | Rússia         | Daria Belyakina (1:57.67) Ksenia Yuskova (1:57.64) Elena Sokolova (1:55.87) Veronika Popova (1:56.34)               | 7:47.52 | Q, NR |
| 3         | 1       | 7    | Itália         | Alice Mizzau (1:58.99) Diletta Carli (1:57.85) Federica Pellegrini (1:54.75) Alice Nesti (1:56.36)                  | 7:47.95 | Q     |
| 4         | 1       | 6    | China          | Qiu Yuhan (1:57.03) Wang Fei (1:58.40) Guo Junjun (1:56.13) Pang Jiaying (1:56.72)                                  | 7:48.28 | Q     |
| 5         | 1       | 4    | Japão          | Haruka Ueda (1:56.21) Miki Uchida (1:58.37) Asami Chida (1:57.90) Emu Higuchi (1:58.33)                             | 7:50.81 | Q     |
| 6         | 2       | 2    | Dinamarca      | Pernille Blume (1:58.47) Mie Nielsen (1:55.58) Katrine Holm Sørensen (2:00.09) Lotte Friis (1:57.19)                | 7:51.33 | Q, NR |
| 7         | 1       | 2    | Grã-Bretanha   | Sophie Allen (1:58.24) Ellie Faulkner (1:59.95) Jazmin Carlin (1:56.91) Rebecca Turner (1:56.74)                    | 7:51.84 | Q     |
| 8         | 2       | 7    | Hungria        | Eszter Dara (1:59.65) Evelyn Verrasztó (1:56.32) Zsuzsanna Jakabos (1:59.70) Katinka Hosszú (1:57.46)               | 7:53.13 | Q     |
| 9         | 1       | 3    | África do Sul  | Karin Prinsloo (1:58.41) Michelle Weber (2:02.84) Kyna Pereira (2:00.99) Jessica Pengelly (2:00.25)                 | 8:02.49 | AF    |
| 10        | 2       | 6    | Canadá         | Katerine Savard (1:58.79) Chantal van Landeghem (2:03.34) Noemie It-Ting Thomas (2:04.42) Heather MacLean (1:57.91) | 7:58.74 |       |
| 11        | 1       | 5    | Peru           | Daniela Miyahara (2:05.78) Andrea Cedrón (2:07.91) Erika García-Naranjo (2:10.25) Oriele Espinoza (2:07.94)         | 8:31.88 | NR    |
| 12        | 2       | 3    | Macau          | Vong Erica Man Wai (2:00.33) Lei On Kei (2:03.15) Kuan Weng I (1:57.84) Tan Chi Yan (2:00.98)                       | 8:02.30 | NR    |
| 13        | 2       | 1    | Venezuela      | | DNS     |       |

### Final
A final teve sua disputa realizada em 12 de dezembro. 
| Colocação         | Raia | Nacionalidade  | Nome                                                                                                   | Tempo   | Notas |
| ----------------- | ---- | -------------- | --- | ------- | ----- |
| Medalha de ouro   | 4    | Estados Unidos | Megan Romano (1:56.03) Chelsea Chenault (1:54.78) Shannon Vreeland (1:55.43) Allison Schmitt (1:53.01) | 7:39.25 |       |
| Medalha de prata  | 5    | Rússia         | Veronika Popova (1:55.36) Elena Sokolova (1:55.61) Daria Belyakina (1:55.73) Ksenia Yuskova (1:56.07)  | 7:42.77 | NR    |
| Medalha de bronze | 6    | China          | Qiu Yuhan (1:57.30) Pang Jiaying (1:56.72) Guo Junjun (1:55.91) Tang Yi (1:53.33)                      | 7:43.26 |       |
| 4                 | 8    | Hungria        | Evelyn Verrasztó (1:56.96) Eszter Dara (1:58.60) Zsuzsanna Jakabos (1:54.48) Katinka Hosszú (1:54.66)  | 7:44.70 | NR    |
| 5                 | 1    | Grã-Bretanha   | Rebecca Turner (1:56.57) Sophie Allen (1:58.14) Jazmin Carlin (1:56.40) Hannah Miley (1:54.74)         | 7:45.85 |       |
| 6                 | 3    | Itália         | Alice Mizzau (1:57.23) Alice Nesti (1:56.76) Diletta Carli (1:57.71) Federica Pellegrini (1:54.31)     | 7:46.01 | NR    |
| 7                 | 7    | Dinamarca      | Lotte Friis (1:55.93) Pernille Blume (1:56.81) Katrine Holm Sørensen (2:00.57) Mie Nielsen (1:53.73)   | 7:47.04 | NR    |
| 8                 | 2    | Japão          | Haruka Ueda (1:56.38) Miki Uchida (1:58.35) Asami Chida (1:58.00) Emu Higuchi (1:59.23)                | 7:51.96 |       |

Legenda
| Recorde mundial       | Recorde mundial (World record)               |                       | Recorde africano                      | Recorde africano (African) |                                           | Q | Classificado por posição (Qualified) |
| Recorde do campeonato | Recorde do campeonato (Championship record)  | Recorde da América    | Recorde da América (Americas)         | q                          | Classificado por melhor tempo (Qualified) |   |                                      |
| Melhor marca do ano   | Melhor marca do ano (World leading)          | Recorde asiático      | Recorde asiático (Asian)              | DNS                        | Não largou (Did not start)                |   |                                      |
| Recorde nacional      | Recorde nacional (National record)           | Recorde europeu       | Recorde europeu (European)            | DNF                        | Não terminou (Did not finish)             |   |                                      |
| Recorde pessoal       | Recorde pessoal do atleta (Personal best)    | Recorde da Oceania    | Recorde da Oceania (Oceania)          | DSQ / DQ                   | Desclassificado (Disqualified)            |   |                                      |
| Recorde da temporada  | Recorde da temporada do atleta (Season best) | Recorde sul-americano | Recorde sul-americano (South America) | NM                         | Sem marca (No mark)                       |   |                                      |